# Virginia Slims International 1971
Virginia Slims International 1971 — жіночий тенісний турнір, що проходив на закритих кортах з килимовим покриттям Hofheinz Pavilion у Х'юстоні (США). Належав до Women's Pro Tour 1971. Турнір відбувся вдруге і тривав з 2 серпня до 8 серпня 1971 року. Перша сіяна Біллі Джин Кінг здобула титул в одиночному розряді й отримала за це 10 тис. доларів США.

## Фінальна частина

### Одиночний розряд
Біллі Джин Кінг —  Керрі Мелвілл 6–4, 4–6, 6–1

### Парний розряд
Розмарі Касалс /  Біллі Джин Кінг —  Джуді Далтон /  Франсуаза Дюрр 6–3, 1–6, 6–4

## Розподіл призових грошей
| Дисципліна       | П       | F      | 3-тє   | 4-те   | ЧФ     | 1/8  |
| Одиночний розряд | $10,000 | $5,500 | $3,300 | $2,800 | $1,400 | $700 |